# Dendrobium bariense
Dendrobium bariense är en orkidéart som beskrevs av Johannes Jacobus Smith. Dendrobium bariense ingår i släktet Dendrobium, och familjen orkidéer. Inga underarter finns listade i Catalogue of Life.